# 落垡镇
落垡镇（当地读作lào fá），是中华人民共和国河北省廊坊市安次区下辖的一个镇。本鎮有京滬鐵路通過，設有落垡站，但現已不辦理客運業務。

## 行政区划
落垡镇下辖以下地区：
落垡村、张营村、倪官屯村、丈方河村、路营村、西马圈村、苏庄村、吴庄子村、荣营村、把什营村、东张务村、岳家庄村、裴家务村、东小营村、贾家庄村、韩庄子村、紫刘杨村、孙东庄村、信东庄村、陈东庄村、孟东庄村、许东庄村、南关村、邢宫营村、刘七堤村和太平庄村。